# Bolívia nos Jogos Pan-Americanos de 2011
A Bolívia participou dos Jogos Pan-Americanos de 2011, realizados na cidade de Guadalajara, no México. Foi a 12ª aparição do país em Jogos Pan-Americanos.

## Medalhas
| Atleta                                   | Esporte    | Prova               | Medalha |
| ---------------------------------------- | ---------- | ------------------- | ------- |
| María José Vargas                        | Raquetebol | Individual feminino | Bronze  |
| Cintia Loma Jenny Daza María José Vargas | Raquetebol | Equipes femininas   | Bronze  |

## Desempenho

### Atletismo
Feminino
| Atleta             | Prova                 | Elim. | Elim. | Semifinal | Semifinal | Final   | Final |
| Atleta             | Prova                 | Tempo | Pos.  | Tempo     | Pos.      | Tempo   | Pos.  |
| ------------------ | --------------------- | ----- | ----- | --------- | --------- | ------- | ----- |
| Claudia Valderrama | 20 km marcha atlética |       |       |           |           | 1:37:32 | 7°    |
| Geovana Irusta     | 20 km marcha atlética |       |       |           |           | 1:41:43 | 10º   |

### Boliche
Duplas
| Atletas                         | Evento    | 1ª série | 1ª série | Final | Final |
| Atletas                         | Evento    | Res.     | Pos.     | Res.  | Pos.  |
| ------------------------------- | --------- | -------- | -------- | ----- | ----- |
| Ignacio Rojas Sebastian Nemtala | Masculino | 2.206    | 12º      | 4.325 | 15º   |

### Ciclismo
Estrada
| Atleta          | Evento                      | Final   | Final   |
| Atleta          | Evento                      | Tempo   | Posição |
| --------------- | --------------------------- | ------- | ------- |
| Valeria Escobar | Corrida em estrada feminino | 2:25:10 | 33°     |

### Tênis
| Atleta                | Evento            | 1ª fase                       | 2ª fase                   | Oitavas de final       | Quartas de final       | Semifinais             | Final                  | Pos.        |
| Atleta                | Evento            | Adversário e resultado        | Adversário e resultado    | Adversário e resultado | Adversário e resultado | Adversário e resultado | Adversário e resultado | Pos.        |
| --------------------- | ----------------- | ----------------------------- | ------------------------- | ---------------------- | ---------------------- | ---------------------- | ---------------------- | ----------- |
| Mauricio Doria Medina | Simples masculino | URU A. Behar V 7-6 (7-5), 6-4 | COL R. Farah D 2-6, 1-6   | Não avançou            | Não avançou            | Não avançou            | Não avançou            | Não avançou |
| Frederico Zeballos    | Simples masculino | Bye                           | MEX C. Ramirez D 4-6, 2-6 | Não avançou            | Não avançou            | Não avançou            | Não avançou            | Não avançou |

Legenda
| Recorde mundial                  | Recorde mundial (World record)               |                       | Recorde africano                      | Recorde africano (African) |                                           | Q | Classificado por posição (Qualified) |
| Recorde dos Jogos Pan-Americanos | Recorde pan-americano (Pan-American record)  | Recorde da América    | Recorde da América (Americas)         | q                          | Classificado por melhor tempo (Qualified) |   |                                      |
| Melhor marca do ano              | Melhor marca do ano (World leading)          | Recorde asiático      | Recorde asiático (Asian)              | DNS                        | Não largou (Did not start)                |   |                                      |
| Recorde nacional                 | Recorde nacional (National record)           | Recorde europeu       | Recorde europeu (European)            | DNF                        | Não terminou (Did not finish)             |   |                                      |
| Recorde pessoal                  | Recorde pessoal do atleta (Personal best)    | Recorde da Oceania    | Recorde da Oceania (Oceania)          | DSQ / DQ                   | Desclassificado (Disqualified)            |   |                                      |
| Recorde da temporada             | Recorde da temporada do atleta (Season best) | Recorde sul-americano | Recorde sul-americano (South America) | NM                         | Sem marca (No mark)                       |   |                                      |